# 施纳伯尔韦德
施纳伯尔韦德是德国巴伐利亚州的一个市镇。总面积21.28平方公里，总人口987人，其中男性494人，女性493人（2011年12月31日），人口密度46人/平方公里。